# 河野典夫
河野 典夫（こうの すけお、1915年11月19日 - 2000年2月18日）は、日本の経営者。日立金属社長を務めた。

## 来歴・人物
山口県出身。1940年に京都帝国大学経済学部を卒業し、同年に日立製作所に入社。1956年10月に日立金属に転じ、1964年5月に取締役に就任し、1965年5月に常務、1969年5月に副社長を経て、1971年1月には社長に就任。1985年6月に会長に就任し、1989年6月から相談役を務めた。
1978年4月に藍綬褒章を受章し、1986年4月に勲三等旭日中綬章を受章。
2000年2月18日心不全のために死去。84歳没。